# Dusiciel z Honolulu
Dusiciel z Honolulu (ang. Honolulu Strangler) – pseudonim nadany niezidentyfikowanemu seryjnemu mordercy, który w latach 1985–1986 zgwałcił i zamordował w Honolulu, w stanie Hawaje, pięć kobiet.
W okresie od maja 1985 roku do kwietnia 1986 roku doszło w Honolulu do pięciu morderstw młodych kobiet. Ofiary zostały zaatakowane w godzinach porannych lub wieczornych, gdy wracały z miejsc pracy lub szkół. Sprawca krępował ofiarom ręce sznurkiem spadochronowym, zrywał z nich ubrania, gwałcił, a ostatecznie dusił. Zwłoki kobiet odnajdowano w zatoce otaczającej lotnisko w Honolulu. Fakt, że zwłoki ofiar przebywały w wodzie, sprawił, iż część dowodów została zmyta. Mała ilość nasienia w ciałach ofiar dowodziła, że sprawca poddał się wazektomii.
Grupa dochodzeniowa została powołana po trzecim morderstwie w lutym 1986 roku i liczyła 27 osób. Śledczy uważali, że morderca oferował kobietom podwiezienie samochodem do domów. Był elokwentny i wzbudzał zaufanie, a także posiadał bardzo dobre rozeznanie w terenie, co oznacza, że mieszkał lub często przebywał w okolicach popełnienia morderstw. Po piątym morderstwie zatrzymano podejrzanego. Był nim mechanik samochodowy, który był miłośnikiem brutalnego seksu oraz BDSM. Jednak przeprowadzone badanie na wariografie oczyściło mężczyznę z podejrzeń.
Głównym podejrzanym o bycie dusicielem był Howard Gay, który odnalazł zwłoki ostatniej ofiary – Lindy Pesce. Mężczyzna był pracownikiem lotniska w Honolulu i posiadał dostęp do sznurków spadochronowych. Ponadto Gay w przeszłości poddał się wazektomii. Seria morderstw ustała, gdy mężczyzna opuścił Hawaje w czerwcu 1986 roku. Dowody nie były na tyle obciążające, by postawić mężczyznę w stan oskarżenia. Howard Gay zmarł w 2012 roku.
Oficjalnie sprawa morderstw nigdy nie została wyjaśniona.

## Ofiary
| Lp. | Ofiara           | Wiek | Data             |
| --- | ---------------- | ---- | ---------------- |
| 1.  | Vicki Gail Purdy | 25   | 29 maja 1985     |
| 2.  | Regina Sakamoto  | 17   | 14 stycznia 1986 |
| 3.  | Denise Hughes    | 21   | 30 stycznia 1986 |
| 4.  | Louise Medeiros  | 25   | 26 marca 1986    |
| 5.  | Linda Pesce      | 36   | 29 kwietnia 1986 |